# École royale des arts appliqués de Munich
L'École royale des arts appliqués de Munich (Königliche Kunstgewerbeschule München, abréviation KGS ) a été fondée en 1868 et était, aux côtés de l'Académie des beaux-arts de Munich et de l'École des arts appliqués de Nuremberg, l'établissement de formation artistique le plus important de Bavière, notamment sous la direction de Richard Riemerschmid de 1913 à 1924.

## Cursus
Une Kunstgewerbeschule (en français : école d'arts appliqués) était un type d'école artistique professionnelle qui existait dans les pays germanophones depuis le milieu du XIXe siècle. Le terme Werkkunstschule (en français, arts et métiers) était également utilisé pour ces écoles. À partir des années 1920 et après la Seconde Guerre mondiale, la plupart d'entre elles ont soit fusionné avec des universités, soit fermé, bien que certaines aient perduré jusqu'aux années 1970.
Les élèves commençaient généralement à fréquenter ces écoles entre 16 et 20 ans, parfois dès 14 ans, et suivaient un cursus de quatre années, au cours duquel ils recevaient une éducation générale et apprenaient également des compétences artistiques et artisanales spécifiques telles que le tissage, le travail du métal, la peinture, la sculpture.

## Histoire
Après la fin de la monarchie en 1918, elle fut rebaptisée École nationale des arts appliqués de Munich, en 1928 École nationale des arts appliqués et en 1937 Académie des arts appliqués. L'École des Arts Appliqués ou Académie des Arts Appliqués a été incorporée à l'Académie des Beaux-Arts de Munich en 1946.
Le dernier bâtiment scolaire utilisé, situé au 37, Luisenstraße (de), a été partiellement détruit pendant la Seconde Guerre mondiale. Depuis les années 1950, un nouveau bâtiment pour l'Institut géologique de l'Université de Munich a été construit à sa place. Le Musée paléontologique de Munich est désormais situé dans les vestiges préservés de l'ancien bâtiment de la Richard-Wagner-Straße (de).

## Enseignants (sélection)
- Ludwig von Langenmantel, professeur de 1886 à 1919
- Philipp Maria Halm (de), maître de conférences en histoire de l'art et théorie du style de 1898 à 1906
- Jan Thorn Prikker, professeur de 1920 à 1923
- Richard Berndl (de), 1903 à 1947
- Ernst Wilhelm Bredt (de), 1906 à 1917 maître de conférences en histoire de l'art, professeur
- Richard Riemerschmid, directeur de l'école de 1912 à 1924
- Joseph Wackerle (de), 1917 à 1924
- Karl Killer (de), conférencier à partir de 1926
- Emil Preetorius (de), maître de conférences à partir de 1926, professeur à partir de 1928
- Richard Klein (de), directeur 1935-1945, professeur
- Hans Best (de), professeur
- Fritz Helmuth Ehmcke, enseignant ou professeur de 1913
- Franz Widnmann, professeur
- Maximilian Dasio (de), professeur
- Mykhailo Parashchuk, professeur de sculpture de 1908 à 1911
- Adelbert Niemeyer (de) de 1907

## Étudiants (sélection)
Les étudiants qui ont fréquenté l'école comprennent :
- Elmar Albrecht (de) (1915-1997)
- Oskar Martin-Amorbach (de) (1897-1987)
- Claus Arnold (de) (1919-2014)
- August Bösch (1857-1911)
- Charles Crodel (1894-1973)
- Walter Dolch (de) (1894-1970)
- Franz Doll (de) (1899-1982)
- Heinrich Düll (1867-1956)
- Joseph Elsner junior (de) (1879-1970)
- Anton Erlacher (de) (sculpteur et marionnettiste ; 1909-1942)
- Joseph Erlacher (de) (sculpteur, entre autres, du carrousel du jardin anglais ; 1871-1937)
- Johann Simon Eyßelein (sculpteur ; 1888-1935)
- Ernst Fuhry (de) (1903-1976)
- Fanny Edle von Geiger-Weishaupt (de) (1862-1931)
- Ludwig Gies (1887-1966)
- Karl Groß (de) (1869-1934)
- Hermann Grosselfinger (de) (1889-1979)
- Günther Grundmann (1913-1914)
- Heiner Gschwendt (de) (1914-2011)
- Adolf Hacker (de) (1908-1956)
- Hermann Hahn (de) (1868-1945)
- Berta Hummel (1927-1931)
- Arthur Illies (1870-1952)
- Karl Junker (de) (1850-1912)
- Anton Kerschbaumer (de) (1885-1931)
- Karl Krauß (de) (1859-1906)
- Wilhelm Krieger (de) (1877-1945)
- Fritz Lang , réalisateur (1890-1976)
- Günther Laufer (de) (1907-1992)
- Franz Löffler (de) (1875-1955)
- Joseph Mader (de) (1905-1982)
- Bruno Mauder (de) (1877-1948)
- Josy Meidinger (de) (1899-1971)
- Richard Menges (de) (1910-1998)
- Julius Mermagen (de) (1874-1954)
- Augustin Pacher (de) (1863-1926)
- Georg Pezold (de) (1865-1943)
- Cäsar Pinnau (de) (1906-1988)
- Adolf Quensen (de) (1851-1911)
- Leo Richter (de) (1888-1958)
- Ernst Riegel (de) (1871-1939)
- Karl Röhrig (de) (1886-1972)
- Karl Rössing (de) (1897-1987)
- Karl Friedrich Roth (de) (1890-1960)
- Edwin Scharff (1887-1955)
- Max Schmalzl (1850-1930)
- Walter Clemens Schmidt (de) (1890-1979)
- Georg Schreyögg (de) (1870-1934)
- Georg Schubert (de) (1899-1968)
- Emmy Seyfried (1888-1965)
- Karl Maria Stadler (de) (1888-après 1943)
- Ernst Steinacker (de) (1919-2008)
- Heinrich Strieffler (de) (1872-1949)
- Victor Surbek (de) (1885-1975)
- Oswald Völkel (de) (1873-1952)
- Alfred Will (de) (1906-1982)
- Paul Wittmann (1911-1993)
- Otto Zapp (1901-1982)
- Otto Zehentbauer (de) (1880-1961)

## Littérature
- Claudia Schmalhofer : L'École Royale des arts appliqués de Munich (1868-1918). Son influence sur la formation des professeurs de dessin . Herbert Utz Verlag, Munich 2005,  (ISBN 3-8316-0542-4) .